# Heslandermeer
Het Heslandermeer of Heslandts Meer was een klein meertje of meerstal bij Schaapbulten, ten zuidoosten van Meedhuizen en ten noorden van Wagenborgen. Het lag tussen het Kleinemeer en het Proostmeer. Het wordt vermeld in 1560. Het meertje was genoemd naar het Hesland. een stuk meenteland van de dorpen Farmsum, Tuikwerd en Amsweer, dat zijn naam kennelijk dankte aan het kreupelhout dat hier ooit groeide. Later maakte dit gebied deel uit van de zogenaamde Poleceylanden.